# Тяня
Тя́ня (якут. Тээнэ) — село в Олёкминском районе Республики Саха (Якутия) России. Административный центр Тянского национального наслега.

## География
Село находится в юго-западной части Якутии, преимущественно на левом берегу реки Тяня, на расстоянии примерно 150 км (по прямой) к юго-западу (SSW) от города Олёкминск, административного центра района. Абсолютная высота — 196 м над уровнем моря.
Климат
Климат характеризуется как резко континентальный. Средняя температура воздуха самого тёплого месяца (июля) составляет 18 °C; самого холодного (января) — −30 − −35 °C. Среднегодовое количество атмосферных осадков составляет 200—300 мм. 
Часовой пояс
Село Тяня находится в часовой зоне МСК+6. Смещение применяемого времени относительно UTC составляет +9:00.

## Население
| 2002 | 2010 | 2012 | 2013 | 2014 | 2015 | 2016 |
| ---- | ---- | ---- | ---- | ---- | ---- | ---- |
| 451  | ↗499 | ↘496 | ↘487 | ↗489 | ↘486 | ↘484 |
| 2017 | 2018 | 2019 | 2020 | 2021 |      |      |
| ↗493 | ↘490 | ↘481 | →481 | ↘476 |      |      |

Половой состав
По данным Всероссийской переписи населения 2010 года, в гендерной структуре населения мужчины составляли 54,5 %, женщины — соответственно 45,5 %.
Национальный состав
Согласно результатам переписи 2002 года, в национальной структуре населения эвенки составляли 81 %.

## Улицы
| - ул. Алёши Алексеева, - ул. Дэсовская, - ул. И.Н. Кульбертинова, - пер. Лесной, | - пер. Молодёжный, - ул. Набережная, - ул. Озёрная, - ул. Портовская, | - пер. Приленский, - пер. Приозёрский, - пер. Речной, - пер. Рыночный, | - пер. Таёжный, - ул. Центральная, - пер. Школьный, - пер. Южный. |